# 叉唇石斛
叉唇石斛（学名：Dendrobium stuposum），为兰科石斛属下的一个植物种。